# Amélie Suard
Pour les articles homonymes, voir Suard et Panckoucke.
Amélie Suard, née Panckoucke le 12 mai 1743 à Lille et morte le 24 octobre 1830 à Paris 2e, est une femme de lettres et salonnière française.

## Biographie
Sœur de l’éditeur Charles-Joseph Panckoucke, Amélie Panckoucke épousa l’homme de lettres Jean-Baptiste Suard le 16 janvier 1766.
Elle a correspondu avec Condorcet avec lequel elle était très liée et auquel elle a même donné des conseils de cœur de 1771 à 1773. Visiteuse de Ferney, elle fut également en correspondance avec Voltaire. Elle tenait, le mardi et le samedi, un salon littéraire, qui fut fréquenté par Charles-Maurice de Talleyrand-Périgord, l’abbé Guillaume-Thomas Raynal, l’abbé André Morellet, François de Pange, Pierre Daunou, les frères André Chénier et Marie-Joseph Chénier, les deux Trudaine, Vittorio Alfieri, Jeanne-Marie Leprince de Beaumont et Nicolas de Condorcet, et qui avait grande influence sur les nominations à l’Académie française, à commencer par celle de son mari, titulaire du fauteuil 26.
Elle consacre un legs à une pension Suard remise par l'Académie des sciences, belles-lettres et arts de Besançon et de Franche-Comté.

## Jugements
« Il est vraiment fâcheux que l’académie française ne soit pas ouverte aux femmes ; car, pour en être, Mme Suard aurait eu des titres au moins aussi importants que ceux de son mari. »

— Charles du Rozoir

## Publications
- Essais de mémoires sur M. Suard, Paris, P. Didot, 1820, iv-322, in-12 (OCLC 763198185, lire en ligne sur Gallica).
- Lettres de madame Suard à son mari sur son voyage à Ferney : suivies de quelques autres insérées dans le Journal de Paris, Dampierre, G. E. J. Montmorency, Albert-Luynes, 1802, 139 p., in-4º (OCLC 1418169879, lire en ligne sur Gallica).
- Correspondance inédite de Condorcet et Mme Suard (1771-1791), Éd. Élisabeth Badinter, Paris, Fayard, 1988  (ISBN 2213021643)